# Modicogryllus flavus
Modicogryllus flavus är en insektsart som först beskrevs av Lucien Chopard 1936.  Modicogryllus flavus ingår i släktet Modicogryllus och familjen syrsor. Inga underarter finns listade i Catalogue of Life.